# 剑叶莎
剑叶莎（学名：Machaerina ensigera）是莎草科剑叶莎属的植物。